# Нзаху, Франс Раэль
Франс Раэль Нзаху (фр. Franso Raël Ndzaou, род. 28 января 1994) — габонский шоссейный велогонщик.

## Карьера
В 2013 году принял участие во Франкофонских играх 2013 в Ницце. На них он стартовал в групповой гонке, заняв на неё 47-е место и уступив почти 35 минут победителю Пьеру Латуру.
В конце февраля 2017 года вместе с пятью товарищами по сборной Габона (Нгандамба, Марога, Муленги, Чута, Экобена) отказался выйти на старт гонки Тропикале Амисса Бонго из-за нехватки финансирования, учитывая что их тренером был бывший испанский велогонщик Абрахам Олано, а также невыплатой всех причитающихся им бонусов от федерации велоспорта Габона как минимум в течение как минимум двух лет. За это министерство спорта Габона пожизненно отстранило всех шестерых от велоспорта. В июле это решение было заменено двумя условными годами.
Стартовал на таких гонках как Тропикале Амисса Бонго, Тур Камеруна, Гран-при Шанталь Бийя, Тур Сенегала. Был участником чемпионата Африки.